# Oms (Cantal)
Omps és un municipi francès situat al departament de Cantal i a la regió d'Alvèrnia-Roine-Alps. L'any 2007 tenia 299 habitants.

## Demografia

### Població
El 2007 la població de fet d'Omps era de 299 persones. Hi havia 112 famílies de les quals 20 eren unipersonals (4 homes vivint sols i 16 dones vivint soles), 44 parelles sense fills, 44 parelles amb fills i 4 famílies monoparentals amb fills.
La població ha evolucionat segons el següent gràfic:
Habitants censats

### Habitatges
El 2007 hi havia 152 habitatges, 111 eren l'habitatge principal de la família, 31 eren segones residències i 10 estaven desocupats. 146 eren cases i 6 eren apartaments. Dels 111 habitatges principals, 93 estaven ocupats pels seus propietaris i 18 estaven llogats i ocupats pels llogaters; 1 tenia una cambra, 1 en tenia dues, 18 en tenien tres, 28 en tenien quatre i 63 en tenien cinc o més. 80 habitatges disposaven pel capbaix d'una plaça de pàrquing. A 51 habitatges hi havia un automòbil i a 51 n'hi havia dos o més.

### Piràmide de població
La piràmide de població per edats i sexe el 2009 era:
| Homes | Edats   | Dones |
| ----- | ------- | ----- |
| 0     | 95 o +  | 0     |
| 0     | 90 a 94 | 4     |
| 8     | 85 a 89 | 4     |
| 0     | 80 a 84 | 4     |
| 8     | 75 a 79 | 8     |
| 4     | 70 a 74 | 8     |
| 0     | 65 a 69 | 12    |
| 12    | 60 a 64 | 0     |
| 0     | 55 a 59 | 4     |
| 8     | 50 a 54 | 0     |
| 12    | 45 a 49 | 8     |
| 12    | 40 a 44 | 12    |
| 12    | 35 a 39 | 8     |
| 20    | 30 a 34 | 12    |
| 8     | 25 a 29 | 12    |
| 4     | 20 a 24 | 4     |
| 20    | 15 a 19 | 8     |
| 8     | 10 a 14 | 4     |
| 8     | 5 a 9   | 12    |
| 4     | 0 a 4   | 16    |

## Economia
El 2007 la població en edat de treballar era de 183 persones, 150 eren actives i 33 eren inactives. De les 150 persones actives 142 estaven ocupades (73 homes i 69 dones) i 8 estaven aturades (5 homes i 3 dones). De les 33 persones inactives 13 estaven jubilades, 8 estaven estudiant i 12 estaven classificades com a «altres inactius».

### Ingressos
El 2009 a Omps hi havia 113 unitats fiscals que integraven 304 persones, la mediana anual d'ingressos fiscals per persona era de 13.933 €.

### Activitats econòmiques
Dels 9 establiments que hi havia el 2007, 2 eren d'empreses de construcció, 2 d'empreses de comerç i reparació d'automòbils, 1 d'una empresa financera, 3 d'empreses de serveis i 1 d'una empresa classificada com a «altres activitats de serveis».
Dels 2 establiments de servei als particulars que hi havia el 2009, 1 era un taller de reparació d'automòbils i de material agrícola i 1 fusteria.
L'únic establiment comercial que hi havia el 2009 era una floristeria.
L'any 2000 a Omps hi havia 23 explotacions agrícoles que ocupaven un total de 988 hectàrees.

## Equipaments sanitaris i escolars
El 2009 hi havia una escola elemental integrada dins d'un grup escolar amb les comunes properes formant una escola dispersa.

## Poblacions més properes
El següent diagrama mostra les poblacions més properes.